# Mario Cossío
Mario Adel Cossío Cortez (Tarija, Bolivia, 1 de mayo de 1960) es un abogado, estadista y político tarijeño, fue el primer prefecto y gobernador del departamento de Tarija en ser elegido por el voto popular, fundador de la agrupación política Camino Democrático para el Cambio.
Mario Cossío se ha caracterizado por ser uno de los principales líderes de la oposición al Gobierno de Evo Morales.

## Biografía
Sus padres son Mario Cossío Cejas y Gloria Cortez Maire. Graduado en derecho por la Universidad Autónoma Juan Misael Saracho de Tarija, obtuvo un máster en Descentralización y Desarrollo Local en la Universidad de Las Américas, (sita en Quito, Ecuador). Así como otros estudios en especialización en Venezuela y Estados Unidos.
Entró en la política desde muy joven, militando en el Movimiento Nacionalista Revolucionario (MNR) siendo Presidente del Comité Cívico del Departamento de Tarija (1992-1994). Cossío declarado "federalista" de su departamento natal, ocupó otros cargos políticos de relevancia como la presidencia de la Unión Internacional de Autoridades Locales (IULA); Presidente de la Federación Latinoamericana de Ciudades, Asociaciones y Municipios (FLACMA), Vicepresidente Mundial de los Gobiernos Municipales, entre otros.
Decidido entrar en la política nacional siendo electo como diputado en representación del Departamento de Tarija en la legislatura 2002-2005, ejerciendo desde 2004 la Presidencia de la Cámara de Diputados, mientras estaba en este cargo renunció al precepto constitucional de asumir la Presidencia de la República después de la renuncia por una aguda crisis social del presidente Carlos Mesa (cargo que había asumido en 2003 cuando había dimitido el presidente Gonzalo Sánchez de Lozada) y el rechazado de asumir el cargo del presidente de la Cámara de Senadores Hormando Vaca Díez, facilitando el acceso a la jefatura del Estado del entonces Presidente de la Corte Suprema de Justicia, Eduardo Rodríguez Veltzé.
Después de cesar el cargo de diputado se presentó como candidato como Prefecto del Departamento de Tarija, en los comicios adelantados del 18 de diciembre de 2005 (donde por primera vez se eligen de manera directa por la ciudadanía, estos cargos regionales), resultó ganador con el 45 por ciento de los votos superando claramente a su principal contrincante el expresidente Jaime Paz Zamora. El jueves 26 de enero de 2006, Cossío asume el cargo de prefecto y comandante general.

## Gobernador de Tarija
Durante las elecciones de abril de 2010 Mario Cossío vence en una elección polarizada a Carlos Cabrera (MAS) a pesar de perder en la mayoría de las provincias del Departamento de Tarija, donde obtiene una cómoda victoria en la Provincia Cercado que finalmente le permite ser electo popularmente gobernante del departamento de Tarija, ya no como "prefecto" subordinado al poder central boliviano sino como primer gobernador (En la era Republicana) del departamento de Tarija, sin embargo sus opositores le han disputado voto a voto la reelección en gran medida porque los que contra él han votado son migrantes procedentes del Altiplano que han votado por el partido opositor (con mucha gravitación entre los altiplánicos) llamado "MAS", por esto el gobierno de "Camino al Cambio" ("C-C", partido político de centroderecha que tiene por líder al chapaco Cossio) en abril de 2010 parecía estar muy condicionado para llevar a cabo sus propias políticas, es decir, para tener éxito, ya que la oposición "masista"  había declarado que será contraria a la labor del gobernador tarijeño. Lo previsto se ha venido cumpliendo: el 14 de diciembre de 2010 el MAS asociado con el llamado PAN buscaron efectivizar la destitución del primer Gobernador electo de Tarija, ante esto el afectado (Mario Cossío) respondió: "Debe ser el pueblo quien pida mi alejamiento y no los asambleístas del MAS, mucho menos los del PAN", al mismo tiempo Cossío pidió la creación de un Estado federal y posteriormente un departamento federal. Para concluir con la judicialización de la política; esto en respuesta a las actitudes del masista presidente boliviano Juan Evo Morales quien ha realizado una campaña de persecución judicial de sus opositores y ya a mediados de diciembre de 2010 tendría dispuesto un gobernador impuesto (se ha señalado a un tal Lino Condori amigo de Evo Morales como "nuevo gobernador" impuesto) directamente desde la ciudad de La Paz y de su partido para Tarija. Ante esto el gobernador electo de Tarija Mario Cossío y un grupo de legisladores de la región,  el 15 de diciembre ingresaron en una huelga de hambre  ya que denunciaron un verdadero golpe de Estado provocado por el gobierno centralista boliviano, lo previsto se cumplió al día siguiente: el 16 de diciembre Cossío fue suspendido como gobernador y se impuso al masista Condori como "gobernador interino de Tarija" tras una votación de asambleístas del MAS y del PAN , mientras que los asambleístas del Camino al Cambio objetaron la votación de sus contrincantes y solicitaron que se realizara un conteo nominal, uno de los representantes de Camino al Cambio, Johny Torres, declaró públicamente: "No nos dejan hablar, ni proponer nuestro candidato, es una violación a la democracia, es un golpe de estado".

## Destitución del Gobernador de Tarija
La destitución de Cossío se debe en parte a fuertes denuncias de corrupción hechas en su contra y su gobierno, la cual fue recibida por parte de militantes masistas de Tarija con abucheos y silbatinas. Ante este apoyo popular Cossío hizo entre otras declaraciones la siguiente:  «Nosotros hemos tomado una decisión consciente de decirle no al golpe de Estado y de decirle no a esta arbitrariedad que quiere negar la voluntad de un Pueblo entero que tomó una opción electoral».
Pese a entrar en huelga de hambre a los pocos días, marchó a la vecina República del Paraguay en donde pidió asilo político  por ser considerado un perseguido político del partido gobernante en Bolivia (el Mas), Cossío ha logrado el asilo pese a las presiones ejercidas por el gobierno central boliviano.